# Antjie Krog

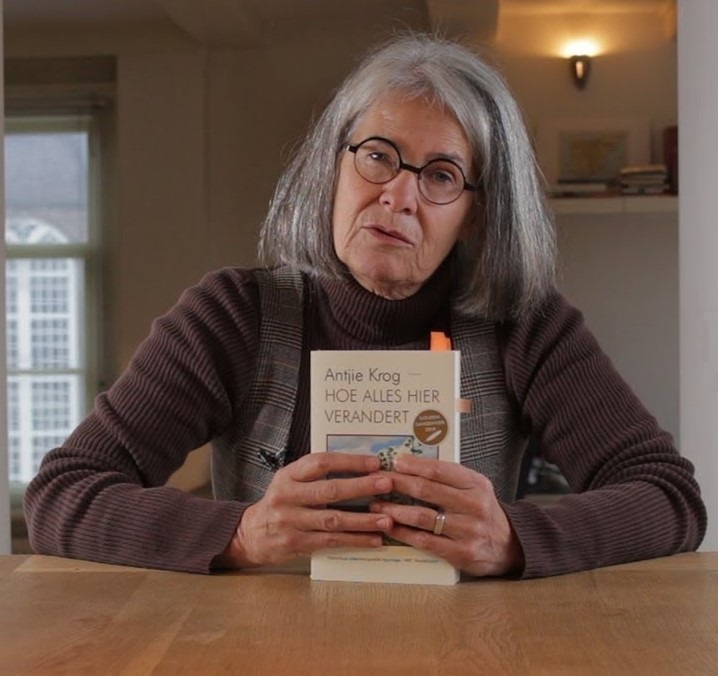
Antjie Krog, 2019

Antjie Krog (* 23. Oktober 1952 in Kroonstad, Südafrikanische Union; verheiratete Antjie Samuel) ist eine südafrikanische Autorin, Lyrikerin und Journalistin.

## Leben
Krog veröffentlichte erste Gedichte 1969 mit 17 Jahren in ihrer Schulzeitung und erregte damit die Aufmerksamkeit der südafrikanischen Presse, die die Texte wegen ihrer Haltung gegen die Apartheid verriss. Ihr erster Gedichtband erschien im Folgejahr.
Sie machte ihren Bachelor in Afrikaans, Englisch und Philosophie an der University of the Orange Freestate und ihren Master in Afrikaans an der Universität Pretoria. Sie erwarb außerdem ein Diplom als Lehrerin an der Universität von Südafrika.
Nach ihrem Studium arbeitete sie als Journalistin und gab das unabhängige Magazin Die Suid-Afrikaan heraus. Sie verfasste unter anderem neun Lyrikbände, zwei Gedichtsammlungen für Kinder sowie eine Kurzgeschichtensammlung.
Ihr bekanntestes Werk ist das mehrfach ausgezeichnete halb-fiktionale Sachbuch Country of My Skull über die südafrikanische Wahrheitskommission, die die Verbrechen des Apartheid-Regimes aufarbeitete. Es wurde 2004 von John Boorman mit Juliette Binoche und Samuel L. Jackson in den Hauptrollen verfilmt. Die Arbeit der Kommission begleitete sie auch als Journalistin und hielt Vorträge zu diesem Thema an Universitäten in Großbritannien, den Niederlanden, Deutschland, den USA und Kanada.
Sie schreibt in Afrikaans, ihre Bücher werden ins Englische sowie in bisher sechs weitere europäische Sprachen übersetzt. Sie selbst übersetzte Nelson Mandelas Autobiografie Long walk to Freedom und Henk van Woerdens Een mond vol glas ins Afrikaans. In deutscher Übersetzung sind Essays in der Kulturzeitschrift Lettre International erschienen.
2006 äußerte der südafrikanische Schriftsteller und Literaturprofessor Stephen Watson Plagiatsvorwürfe und beschuldigte Krog, die Texte und Übersetzungen mehrerer anderer Autoren kopiert zu haben. Krog wies die Vorwürfe zurück.
Krog ist mit einem Architekten verheiratet, sie haben vier Kinder. Sie lebt in Kapstadt.

## Werke (Auswahl)
Lyrik
- Dogter van Jefta. Human and Rousseau, 1970.
- Januarie Suite. Human and Rousseau, 1972.
- Mannin. Human and Rousseau, 1974.
- Beminde Antarktika. Human and Rousseau, 1974.
- Otter in Bronslaai. Human and Rousseau, 1981.
- Jerusalemgangers. Human and Rousseau, 1985.
- Lady Anne. Taurus, 1989.
- Gedigte 1989–1995. Hond, 1995.
- Kleur kom nooit alleen nie. Kwela, 2000.
- Down to my Last Skin. Random House, 2000.
- Met woorde soos met kerse. Kwela, 2002.
- The Stars say tsau. 2004.
- Body bereft. 2006.
- Skinned. 2013.
- Körper, beraubt. Ausgewählte Gedichte. Matthes & Seitz, Berlin 2014, ISBN 978-3-95757-006-2.
- Mede-Wete 2015.
- Broze Aarde 2020.

Prosa
- Relaas van ’n Moord. Human and Rousseau, 1995.
- Country of my Skull. Random House, 1998.
- A Change of Tongue. 2003.
- There was this Goat. 2009.
- Begging to be Black. 2010.
- Hoe alles hier verandert (Aus: Country of my Skull, A Change of Tongue, Begging to be Black mit neuem Vorwort). 2018.

## Auszeichnungen
- 1973: Eugène Marais Prize als most promising young writer
- 1990: Hertzogprys für Lady Anne
- 1999: Alan Paton Award für Country of My Skull
- 2000: Preis der Hiroshima Peace Culture Foundation für Country of My Skull
- Ehrendoktorwürden der Tavistock Clinic der University of East London, Großbritannien, der University of Stellenbosch, der University of the Free State und der Nelson Mandela Metropolitan University[3]
- 2017: Benennung eines Asteroiden nach ihr: (53843) Antjiekrog
- 2017: Hertzogprys für Mede-wete